# 爲三郎記念館
爲三郎記念館（ためさぶろうきねんかん）は、古川爲三郎が晩年を過ごした邸宅を2007年（平成15年）11月3日に古川美術館の分館としてオープンしたものである。本館の南西約50メートルに位置する。
爲三郎記念館は、1934年（昭和9年）に建築された数寄屋造りの建物で母屋「爲春亭（いしゅんてい）」のほか、日本庭園やその中に建つ茶室「知足庵（ちそくあん）」からなる。現在は年に数回の企画展やイベントなどが開催されるほか、呈茶コーナー「数寄屋 de cafe」（有料）があり日本庭園を眺めながら茶を楽しむことができる。
2013年（平成25年）7月8日に名古屋市の認定地域建造物資産に認定、さらに2018年（平成30年）11月2日には爲春亭、知足庵、正門、雪隠、東門、待合が国登録有形文化財（建造物）に登録されている。

## 文化財
| 画像               | 名称   | 概要 |
| ------------------ | ------ | --- |
|                    | 爲春亭 | 1934年（昭和9年）の建築。1995年（平成7年）に改修された。木造平屋一部地下１階建、瓦葺、建築面積325平方メートル。2018年（平成30年）11月2日、造形の規範となっているものとして国登録有形文化財に登録。 |
| 爲三郎記念館知足庵 | 知足庵 | 1936年（昭和11年）頃の建築。1995年（平成7年）移築。木造平屋建、銅板葺、建築面積17平方メートル。2018年（平成30年）11月2日、造形の規範となっているものとして国登録有形文化財として登録。             |
| 爲三郎記念館正門   | 正門   | 昭和前期の建築。1995年（平成7年）に改修。木造、瓦葺及び檜皮葺、間口1.6メートル、左右袖塀付。2018年（平成30年）11月2日、国土の歴史的景観に寄与しているものとして国登録有形文化財に登録。            |
| 爲三郎記念館東門   | 東門   | 昭和前期の建築。1995年（平成7年）に改修。木造、こけら葺、間口1.2m、左右袖塀付。2018年（平成30年）11月2日、国土の歴史的景観に寄与しているものとして国登録有形文化財に登録。                         |
|                    | 雪隠   | 昭和前期の建築。1995年（平成7年）に改修。木造平屋建、杉皮葺、建築面積1.8平方メートル。2018年（平成30年）11月2日、国土の歴史的景観に寄与しているものとして国登録有形文化財に登録。                  |
|                    | 待合   | 昭和前期の建築。1995年（平成7年）に改修改修。木造平屋建、杉皮葺、建築面積2.6平方メートル。2018年（平成30年）11年2日、国土の歴史的景観に寄与しているものとして国登録有形文化財に登録。              |

### WEB
1. 1 2  “爲三郎記念館”.   名古屋市. 2016年2月10日閲覧。
2. ↑  “名古屋市:国登録文化財（暮らしの情報）”.   名古屋市. 2022年7月26日閲覧。
3. 1 2 3 4  “爲三郎記念館爲春亭”. 国指定文化財等データベース.   文化庁. 2024年9月24日閲覧。
4. 1 2 3 4  “爲三郎記念館知足庵”. 国指定文化財等データベース.   文化庁. 2024年9月24日閲覧。
5. 1 2 3 4  “爲三郎記念館正門”. 国指定文化財等データベース.   文化庁. 2024年9月24日閲覧。
6. 1 2 3 4  “爲三郎記念館東門”. 国指定文化財等データベース.   文化庁. 2024年9月24日閲覧。
7. 1 2 3 4  “爲三郎記念館雪隠”. 国指定文化財等データベース.   文化庁. 2024年9月24日閲覧。
8. 1 2 3 4  “爲三郎記念館待合”. 国指定文化財等データベース.   文化庁. 2024年9月24日閲覧。